# 東郷清丸
東郷 清丸（とうごう きよまる、1991年3月24日 - ）は、日本のミュージシャン、シンガーソングライターである。神奈川県横浜市出身。ミュージシャンとしての活動のほか、大田区にある活版印刷工房Allright Printingにて印刷職人としても活動していた。

## 略歴
1991年、神奈川県で生まれる。幼少期から音楽の授業や合唱コンクール、カラオケなどを好み、高校生で軽音楽部に入部しバンド活動を始める。（初めてコピーした楽曲はASIAN KUNG-FU GENERATIONの「ループ&ループ」。）高校時代には中高生向けのバンドコンテスト「第3回 つづきミュージックバトル」にて審査員のCHOKKAKUの推薦を受け審査員特別賞を受賞。大学時代にはMI-CA-NNというバンド名義で2010年の「出れんの!?サマソニ!?」にも出演している（当時は檜垣清丸名義）。大学では現代音楽研究のゼミに所属して、映像とサウンドトラックの関係性についての卒論を書いた。卒業後は印刷職人として働きながら、桑沢デザイン研究所の夜間部に通い始めるが音楽活動に集中するために中退。
2017年3月、個人としての活動をスタートし、avex・DUM DUM LLP・lute・ULTRA-VYBEなどが主催するオーディション"TOKYO BIG UP!"にて、審査員の中尾憲太郎・松田岳二・MC.sirafuから特別審査員賞を受賞。9月にはレーベル「Allright Music」を設立し、ファーストアルバム『2兆円』をリリース。スカートの澤部渡や七尾旅人、DAOKOなどから賞賛を受け、その後ASIAN KUNG-FU GENERATIONの後藤正文が設立した音楽賞 APPLE VINEGAR -Music Award-にもノミネートされる。
2018年、森、道、市場（LIVERARY特設ステージ）・FUJI ROCK FESTIVAL（ROOKIE A GO-GOステージ）に出演。5月には大田区で開催された印刷のイベント「いろはフェスタ」テーマソングとしてファーストシングル「よこがおのうた」をリリース。カップリングに収録された「まいったなのうた」は、TBSラジオ「たまむすび」の番組内にて、一般の視聴者からオリジナルソングを募る企画で東郷が個人的に応募し採用され、電話出演で披露した歌。11月にはカセットテープ「サンキスト」をリリース。
2019年、セカンドアルバム『Q曲』をリリース。全国13ヶ所を巡るライブツアー「超ドQ」に加え、制作中のLINEメッセージや東郷清丸が独自に作成しているイメージ譜など、アルバム制作の背景を知ることのできる資料を展示した「Q展」が全国5ヶ所で開催された。
2020年、『Q曲』がAPPLE VINEGAR -Music Award-にて審査員特別賞を受賞。自宅兼事務所の一室をDIYで簡易防音室に改装し、ミュージシャンを招聘し1日でEPを録音〜リリースする「トーゴーの日2020」を行った。
2021年、新型コロナウイルス感染拡大の影響から、参加予定だったライブイベントが概ね延期・中止となったことをうけ、ゴールデンウィーク中に毎日歌を制作し公開する「Golden Songs Week」を行った。9月にはそれまで株式会社Allright内で運営していたセルフレーベルAllright Musicを終了し独立。年末には自宅にて制作したデモアルバム「余生Ⅲ」を、不織布ケースとCD-Rという形態でリリース。演奏をはじめ録音やジャケット制作、CD-Rの手焼き作業にいたるまで全て一人で行うようになる。
2022年、1月にEP「ラバ区」をリリース。2月には「日誌Ⅰ」と題して2021年10-12月の間の日記をまとめた書籍が発売された。
ライブでの演奏はソロやバンド編成のほか、現ドラムのkauai hirótomoとのデュオ編成などでも行う。ギターはスタインバーガーをはじめFramusやGuyatoneなどのギターを愛用。バンド編成時の主なサポートメンバーは、kauai hirótomo(ドラム)、厚海義郎(ベース)、谷口雄(キーボード)、あだち麗三郎(サックス)、角銅真実(パーカッション)、KUDO AIKO(コーラス)。2022年からはアコースティックギターを用いた弾き語りを中心としている。
全日本トラック協会、フェスティバル/トーキョー、JINS、KOKUYO、など企業CMやイベントテーマソングにオリジナル楽曲が使用されている。Panasonic ライス&クッカーのCMでは映像へ出演もしている。
バンド「テンテイグループ」のメンバーでもある。

## ディスコグラフィ

### アルバム
|      | タイトル | 規格品番 | 発売日         | 備考                                   |
| ---- | -------- | -------- | -------------- | -------------------------------------- |
| 1st  | 2兆円    | ALRM-001 | 2017年11月22日 | APPLE VINEGAR -Music Award- ノミネート |
| 2nd  | Q曲      | ALRM-006 | 2019年5月29日  | APPLE VINEGAR -Music Award- 特別賞     |
| demo | 余生Ⅲ    | なし     | 2021年12月     | CD-R                                   |

### シングル
|     | タイトル       | 規格品番 | 発売日        | 備考                                   |
| --- | -------------- | -------- | ------------- | -------------------------------------- |
| 1st | よこがおのうた | ALRM-002 | 2018年5月28日 | 印刷のいろはフェスタ 2018 テーマソング |
| 2nd | L&V            | ALRM-005 | 2019年3月30日 | 配信限定シングル                       |
| 3rd | 七七           | ALRM-008 | 2019年7月15日 |                                        |
|     | キ・た・い     |          | 2021年3月10日 |                                        |
|     | ラ             |          | 2021年7月21日 |                                        |

### EP
|  | タイトル   | 規格品番 | 発売日        | 備考 |
|  | ---------- | -------- | ------------- | ---- |
|  | 後藤と東郷 |          | 2021年5月10日 |      |
|  | ラバ区     | なし     | 2022年1月     | CD-R |

### ライブ盤
| タイトル                                              | 規格品番 | 発売日        | 備考                                       |
| ----------------------------------------------------- | -------- | ------------- | ------------------------------------------ |
| 超ドQツアーファイナル Live                            | ALRM-007 | 2020年2月10日 | 限定生産のDVD200枚と、音源のみの配信がある |
| 東郷清丸巛 (live at 飯島商店, 横須賀, 2022)           |          | 2023年5月9日  |                                            |
| 東郷清丸匚 (live at WALL&WALL, Tokyo, 2022)           |          | 2023年5月10日 |                                            |
| 東郷清丸彡 (live at 晴れたら空に豆まいて, 東京, 2023) |          | 2023年5月10日 |                                            |

### ほか形態の作品
| 形態     | タイトル   | 規格品番 | 発売日         | 備考                                                     |
| -------- | ---------- | -------- | -------------- | -------------------------------------------------------- |
| 7インチ  | サマタイム | ALRM-003 | 2017年8月1日   | B面はイスラエルのButtering Trioによるリミックスverを収録 |
| Cassette | サンキスト | ALRM-004 | 2018年11月16日 | B面は赤坂プリンスホテルの中国語ver「赤坂王子酒店」を収録 |

### ほか参加作品
| タイトル / アーティスト                                          | 担当                           | 発売日         | レーベル                  |
| ---------------------------------------------------------------- | ------------------------------ | -------------- | ------------------------- |
| Mirage feat.東郷清丸 / 中小企業                                  | ボーカル                       | 2018年9月7日   | OMAKE CLUB                |
| ただの夏 feat. 東郷清丸 / けもの                                 | ボーカル                       | 2019年5月22日  | CREAM SODA MUSIC          |
| 家族に会おうよ（映画 WE ARE LITTLE ZOMBIES 挿入歌）              | 作曲・ボーカル                 | 2019年6月12日  | SMR                       |
| 嬉しくなっちゃって / SHE IS SUMMER (アルバム「WAVE MOTION」収録) | 作曲・編曲                     | 2019年11月27日 | Being                     |
| はるまつワルツ (「シナぷしゅのうた 2」収録)                      | 作詞・作曲・ボーカル           | 2021年6月1日   | テレビ東京                |
| Lassen / 中山信一 (アルバム「Care」収録)                         | 作曲・編曲・一部作詞・ボーカル | 2021年7月6日   | GODHAND PRESS             |
| 夢 / あだち麗三郎 (アルバム「風の歌が聴こえるかい？2021」収録)   | ボーカル                       | 2021年9月8日   | Magical Doughnuts Records |

## 動画

### ミュージックビデオ
- 「ロードムービー」
- 「サマタイム」
- 「L&V」
- 「よこがおのうた」

### ライブ映像
- 「サマタイム」(FUJI ROCK ROOKIE A GO-GO)
- 「サンキスト」 (A Corner Drawing)
- 「ロードムービー」(Red Bull Music Studios Tokyo)
- 「L&V」 (Red Bull Music Studios Tokyo)
- 「アノ世ノ」(超ドQ ツアーファイナル)

### ティザー動画
- 「Q曲」発売時ティザー

### ほか
- ビデオブログ「きよまる！🌐ザ・ワールド」